# Анджела, Альберто
Альбе́рто А́нджела (итал. Alberto Angela) (род. 8 апреля 1962, Париж) — итальянский палеонтолог, натуралист, популяризатор науки, писатель, телеведущий.

## Биография
Альберто Анджела родился в Париже.
С детства сопровождал своего отца, известного телеведущего новостных программ Пьеро Анджела в его поездках, что позволило ему изучить много европейских языков и впитать в себя культуру разных народов. Получал образование во Франции, затем обучался по естественнонаучному направлению в римском университете Ла Сапиенца. Набрал максимальные 110 баллов, за свою диссертацию получил награду. Также изучал разные науки в американском университете. Окончив образование, начал работать в исследовательской области: на палеонтологических раскопках в Заире, ДР Конго (Ишанго), Танзании (Олдувай, Лаэтоли), в султанате Оман, Монголии, пустыне Гоби.
В 1988 году опубликовал исследование, посвящённое интерактивным новациям в работе научных музеев, под заголовком «Музеи (и выставки) как мера человека. Как общаться через предметы» (итал. Musei (e mostre) a misura d'uomo. Come comunicare attraverso gli oggetti). Совместно с отцом Альберто Анджела написал ряд книг по научным темам: «Внеочередная история человечества» (итал. La straordinaria storia dell'uomo, Mondadori, 1989), «Внеочередная история жизни на Земле» (итал. La straordinaria storia della vita sulla Terra, Mondadori, 1992), «Планета динозавров» (итал. Il Pianeta dei Dinosauri, Mondadori, 1993), «Внутри Средиземноморья» (итал. Dentro al Mediterraneo, Mondadori, 1995), «Внеочередная история еще не родившегося ребёнка — девять месяцев в утробе матери» (итал. La straordinaria storia di una vita che nasce — 9 mesi nel ventre materno, RAI-Eri-Mondadori, 1996), «Акулы» (итал. Squali, Mondadori, 1997), «Путешествие в космос» (итал. Viaggio nel Cosmo, Mondadori, 1998).
Как журналист, сотрудничал в различных ежедневных и периодических изданиях: La Stampa, Airone, Epoca.
На телевидении, Альберто и Пьеро Анджела совместно задумали и написали сценарий документального сериала «Планета динозавров» (итал. Il pianeta dei dinosauri, сериал транслировал канал Rai Uno в 1993 году. Альберто Анджела один из авторов следующих телепрограмм: «Superquark», «Quark Speciale» и «Путешествие в космос» (итал. Viaggio nel cosmo). Он также автор программы «Passaggio a Nord Ovest», на канале Rai Uno. В 1998 году озвучивал итальянскую версию документального фильма «Big Cat Diary», посвящённого крупным кошачьим Африки. Этот фильм — совместный продукт RAI и BBC, Альберто работал над ним в заповеднике Масаи-Мара, в Кении. Альберто и Пьеро Анджела совместно вели программу «Ulisse» с 2001 года, за которую были удостоены Премии Флаиано (итал. Premio Flaiano) в области телевидения.
В 2002 году Альберто Анджела пережил нападение грабителей в пустыне Нигера, во время работы над очередной телепрограммой.
Альберто Анджела — член итальянского института Палеонтологии человека (Рим), и Centro Studi e Ricerche Ligabue (Венеция).
В 2008 году он был удостоен премии Cimitile за книгу «Один день в Древнем Риме» (итал. Una giornata nell’antica Roma, Mondadori) за лучшее произведение научной литературы.
24 сентября 2009 присутствовал на церемонии открытия учебного года «Все в школу — 2009» на Квиринале. 8 июля 2010 года назначен почетным академиком «Международной академии наук и подводной техники» (итал. Accademia Internazionale di Scienze e Tecniche Subacquee).

## Критика
Книга «Внеочередная история человечества» была упомянута как пример плохой научной работы Ричардом Докинсом в книге «Рассказ прародителя» (англ. The Ancestor’s Tale, 2004).

## Интересные факты
- Согласно интервью, Альберто Анджела провалил экзамены в пятом классе начальной школы из-за проблем с французским языком.[3]
- На свой шестнадцатый день рождения попросил в подарок очень старую и редкую книгу.[3]
- Во время беседы с ведущей передачи «Le invasioni barbariche» Дарией Биньярди рассмешил аудиторию, в шутку заявив, что не помнит имена семи царей Древнего Рима.[4]
- Альберто Анджела был спародирован комиком Нери Марконе в нескольких скетчах, причём в некоторых выпусках шоу «Восьмой гном» (итал. L'ottavo nano) он сам принимал участие. Женский персонаж этого шоу — Вульвия — в исполнении комика Коррадо Гуццанти возмущается тем, что Альберто обязан собственной популярностью и работой только своему знаменитому отцу.
- Его именем назван астероид: 80652 Albertoangela.

## Список работ
- Musei (e mostre) a misura d’uomo. Come comunicare attraverso gli oggetti, Roma, Armando, 1988.
- La straordinaria storia dell’uomo. Indizio per indizio un’investigazione sulle nostre origini, con Piero Angela, Milano, A. Mondadori, 1989. ISBN 88-04-33188-7
- La straordinaria storia della vita sulla terra. Diario di un viaggio lungo quattro miliardi di anni, con Piero Angela, Milano, A. Mondadori, 1992. ISBN 88-04-35271-X
- Il pianeta dei dinosauri. Quando i grandi rettili dominavano il mondo, con Piero Angela, Milano, A. Mondadori, 1993. ISBN 88-04-37682-1
- Dentro il Mediterraneo, con Piero Angela, Milano, A. Mondadori, 1995. ISBN 88-04-39369-6
- La straordinaria avventura di una vita che nasce|La straordinaria avventura di una vita che nasce. Nove mesi nel ventre materno, con Piero Angela, Roma-Milano, Eri-A. Mondadori, 1996. ISBN 88-04-40505-8
- Squali, con Piero Angela e Alberto Luca Recchi, Milano, A. Mondadori, 1997. ISBN 88-04-42907-0
- Viaggio nel cosmo. Alla scoperta dei misteri dell’Universo, con Piero Angela, Roma-Milano, RAI-ERI-A. Mondadori, 1997. ISBN 88-04-40178-8
- Il paesaggio che verrà, con Piero Angela e Giuseppe Pederiali, Modena, F. C. Panini, 2000. ISBN 88-8290-207-2
- Mostri marini, con Piero Angela e Alberto Luca Recchi, Milano, A. Mondadori, 2001. ISBN 88-04-48105-6
- Una giornata nell’antica Roma. Vita quotidiana, segreti e curiosità, Roma-Milano, Rai-Eri-A. Mondadori, 2007. ISBN 9788804560135
  - Альберто Анджела. Один день в Древнем Риме. — Москва: КоЛибри, 2010. — 480 с. — ISBN 978-5-389-00977-6.